# 三睛斑腔吻鱈
三睛斑腔吻鱈，為輻鰭魚綱鱈形目鼠尾鱈科的一種，分布於中西太平洋菲律賓海域，屬深海底棲性魚類，棲息在底層水域，生活習性不明。